# Everybody Jam!
Everybody Jam! é o segundo álbum do cantor Scatman John, lançado em 25 de Novembro de 1996 pela gravadora RCA Records. O álbum segue a temática do primeiro, Scatman's World, mas com um som mais evoluído o que ajudou a consolidar sua fama no Japão. A versão japonesa inclui 5 faixas bônus.
O álbum tem 2 singles: Everybody Jam! em homenagem a Louis Armstrong e Let It Go, nenhum dos dois foram bem sucedidos internacionalmente. Contudo, os singles da versão japonesa Pripri Scat e Su Su Su Super Ki Re i  foram sucesso no Japão. The Invisible Man é um cover do Queen com diversos elementos não presentes no original. Indiscutivelmente a música mais popular do álbum é U-Turn: uma versão melhorada de Hey You.
O álbum alcançou a 17ª posição nos rankings japoneses e permaneceu na lista dos 40 mais tocados por 9 semanas, vendeu um pouco menos de 100,000 cópias; um sucesso menor se comparado a Scatman's World, mas ainda um grande sucesso para um artista estrangeiro.

## Faixas
| N.º | Título                               | Duração |  |
| 1.  | "Stop the Rain"                      | 4:06    |  |
| 2.  | "Everybody Jam!"                     | 3:31    |  |
| 3.  | "The Invisible Man"                  | 3:26    |  |
| 4.  | "Let It Go"                          | 3:47    |  |
| 5.  | "Message to You"                     | 3:36    |  |
| 6.  | "(I Want to) Be Someone"             | 3:17    |  |
| 7.  | "Scatmusic"                          | 3:57    |  |
| 8.  | "Shut Your Mouth and Open Your Mind" | 3:54    |  |
| 9.  | "(We Got to Learn to) Live Together" | 3:52    |  |
| 10. | "Ballad of Love"                     | 3:42    |  |
| 11. | "People of the Generation"           | 3:44    |  |
| 12. | "Lebanon"                            | 3:34    |  |
| 13. | "U-Turn"                             | 3:47    |  |
| 14. | "Everybody Jam!" (Club Jam)          | 5:40    |  |

Faixas Bônus - Edição do Japão
| N.º | Título                                | Duração |  |
| 15. | "Paa Pee Poo Pae Po"                  | 3:50    |  |
| 16. | "I'm Free"                            | 3:37    |  |
| 17. | "Jazzology"                           | 3:53    |  |
| 18. | "Pripri Scat" (Radio Edit)            | 3:16    |  |
| 19. | "Su Su Su Super Ki Re i" (Radio Edit) | 3:56    |  |

## Posições nas paradas musicais
| Parada musical (1996)       | Melhor posição |
| --------------------------- | -------------- |
| Japão - Oricon              | 17             |
| Suíça - Schweizer Hitparade | 45             |